# Prima J
Prima J es un grupo musical estadounidense, integrado por las primas Janelle Martínez y Jessica Martínez. Jessica, nacida el 25 de mayo de 1988 y Janelle nacido el 26 de agosto de 1988 se les ocurrió el nombre de "Prima J" mediante la adopción de la letra "j" de sus nombres de pila, y "prima" (es decir, primos mujeres), y ponerlos juntos. Su álbum debut homónimo fue lanzado el 17 de junio de 2008. Debutaron en 2007 con el sencillo "Rock star". Fueron descubiertos por el exmiembro de Wild Orchid, Stefanie Ridel. Prima J también hace una breve aparición en Bratz, una audición para el concurso de talentos de la escuela, y tres de las estrellas de Bratz, Logan Browning, Janel Parrish y Nathalia Ramos, aparecen en el video "Rock Star music".

## Discografía

### Álbumes de estudio
- Prima J (2008)

### Sencillos
| Año  | Sencillo                     | Posiciones peak en los charts | Posiciones peak en los charts | Álbum   |
| Año  | Sencillo                     | U.S.                          | U.S. Pop                      | Álbum   |
| ---- | ---------------------------- | ----------------------------- | ----------------------------- | ------- |
| 2007 | "Rockstar"                   | —                             | 93                            | Prima J |
| 2008 | "Nadie (No One)              | —                             | —                             | Prima J |
| 2008 | "Corazón (You're Not Alone)" | 99                            | —                             | Prima J |

## Filmografía
- 2008: Bratz: La Pelicula
- 2009: Bring It On: Fight to the Finish